# Rørvika
Rørvika est une localité du comté de Nordland, en Norvège.

## Géographie
Administrativement, Rørvika fait partie de la kommune de Tysfjord.